# Flustrellidra akkeshiensis
Flustrellidra akkeshiensis är en mossdjursart som beskrevs av Shunsuke F. Mawatari 1971. Flustrellidra akkeshiensis ingår i släktet Flustrellidra och familjen Flustrellidridae. Inga underarter finns listade i Catalogue of Life.